# 富山市立水橋中学校
富山市立水橋中学校（とやましりつ みずはしちゅうがっこう）は、富山県富山市にある市立中学校。

## 沿革
個別に出典が提示されていない箇所の出典→。
- 1947年（昭和22年）4月1日 - 水橋町立水橋中学校として創立。水橋町立水橋西部小学校（現・富山市立水橋西部小学校）に本部を置き、水橋町立水橋中部小学校（現・富山市立水橋中部小学校）に一部を置く。4月22日に第1回入学式。
- 1949年（昭和24年）
  - 2月16日 - 校歌を制定。
  - 4月9日 - 現在地に独立校舎が落成。本部を新校舎に移す。
- 1951年（昭和26年）7月27日 - 増築校舎落成、校章制定、校旗樹立式。
- 1952年（昭和27年）5月1日 - 本校に富山県立滑川高等学校商業科の分校を設置。同年中に文部省（現・文部科学省）薬業教育研究指定校となる。
- 1955年（昭和30年）7月20日 - 校舎の増築工事完成。
- 1960年（昭和35年）6月20日 - 運動場の拡張工事完成。周囲に金網柵設置。
- 1961年（昭和36年）8月25日 - 校舎増築工事完成（特別教室）。
- 1966年（昭和41年）5月1日 - 富山市立水橋中学校と改称。
- 1967年（昭和42年）6月15日 - 新校舎鉄筋3階建て一部竣工落成。
- 1968年（昭和43年）10月29日 - 給食室が完成し、完全給食となる。
- 1972年（昭和47年）
  - 3月29日 - 木造校舎解体作業現場付近から出火（原因は解体工の火の不始末）。木造校舎2棟の延べ約1,000m2を焼失[3]。なお、鉄筋3階建ての校舎が既に完成済みであったため、新学期に影響は無かった[4]。
  - 3月31日 - 鉄筋4階建校舎一部完成。
- 1975年（昭和50年）11月26日 - 運動場整地工事完成。
- 1977年（昭和52年）1月22日 - 特別教室4室増築。

## 校区
- 富山市立水橋中部小学校
- 富山市立水橋西部小学校
- 富山市立水橋東部小学校[5]